# Kleinbahn Gommern–Pretzien
| 99 4301 in Gommern |                     |                               |                               |
| Streckenlänge: | 12 km               |                               |                               |
| Spurweite: | 750 mm (Schmalspur) |                               |                               |
| |                     |                               |                               |
| Streckenplan |                     |                               |                               |
| \| \| \| Gommern (Normalspur) \| \| \| \| \| Umladebahnhof Gommern \| \| \| \| \| \| \| \| \| \| \| \| \| \| \| Abzweigung Dannigkow \| \| \| \| \| Sandgruben \| \| \| \| \| \| \| \| \| \| I.G. Dümling \| \| \| \| \| \| \| \| \| \| \| \| \| \| \| Sandgrube \| \| \| \| \| \| \| \| \| \| Abzweigung Plötzky \| \| \| \| \| \| \| \| \| \| Chr. Ballerstedt/I.G. Dümling \| \| \| \| \| \| \| \| \| \| 600-mm-Bahn \| \| \| \| \| Betriebsbahnhof Pretzien \| \| \| \| \| Sturzbrücke an der Alten Elbe \| \| |                     |                               |                               |
| Bahnhof quer · Strecke quer |                     | Gommern (Normalspur)          | Gommern (Normalspur)          |
| Betriebs-/Güterbahnhof Streckenanfang (Strecke außer Betrieb) |                     | Umladebahnhof Gommern         | Umladebahnhof Gommern         |
| Strecke (außer Betrieb) |                     |                               |                               |
| Abzweig geradeaus und von links (Strecke außer Betrieb) · Strecke nach rechts (außer Betrieb) |                     |                               |                               |
| Dienststation / Betriebs- oder Güterbahnhof (Strecke außer Betrieb) |                     | Abzweigung Dannigkow          | Abzweigung Dannigkow          |
| Strecke (außer Betrieb) |                     | Sandgruben                    | Sandgruben                    |
| Abzweig geradeaus und von links (Strecke außer Betrieb) · Strecke nach rechts (außer Betrieb) |                     |                               |                               |
| Strecke (außer Betrieb) |                     | I.G. Dümling                  | I.G. Dümling                  |
| Abzweig geradeaus und von links (Strecke außer Betrieb) · Strecke nach rechts (außer Betrieb) |                     |                               |                               |
| Strecke nach links (außer Betrieb) · Strecke von rechts (außer Betrieb) |                     |                               |                               |
| Strecke (außer Betrieb) |                     | Sandgrube                     | Sandgrube                     |
| Strecke nach links (außer Betrieb) · Abzweig geradeaus und von rechts (Strecke außer Betrieb) |                     |                               |                               |
| Dienststation / Betriebs- oder Güterbahnhof (Strecke außer Betrieb) |                     | Abzweigung Plötzky            | Abzweigung Plötzky            |
| Strecke von links (außer Betrieb) · Strecke nach rechts (außer Betrieb) |                     |                               |                               |
| Strecke (außer Betrieb) |                     | Chr. Ballerstedt/I.G. Dümling | Chr. Ballerstedt/I.G. Dümling |
| Abzweig geradeaus und von links (Strecke außer Betrieb) · Strecke nach rechts (außer Betrieb) |                     |                               |                               |
| Kreuzung (Strecken außer Betrieb) |                     | 600-mm-Bahn                   | 600-mm-Bahn                   |
| Dienststation / Betriebs- oder Güterbahnhof (Strecke außer Betrieb) |                     | Betriebsbahnhof Pretzien      | Betriebsbahnhof Pretzien      |
| |                     | Sturzbrücke an der Alten Elbe |                               |

Die Kleinbahn Gommern–Pretzien wurde am 15. März 1886 von mehreren Steinbruchbesitzern als Genossenschaft Gommern-Pretziener Kleinbahn E.G.m.u.H. gegründet. Sie sollte nur der Beförderung von Steinen aus den Quarzit-Brüchen der Gegend um Gommern zum Elbehafen in Pretzien dienen. Daher wechselten Trassen und Umfang des Netzes häufig, das mit allen Verzweigungen maximal zwölf Kilometer umfasste und bis 1977 in Betrieb war.

## Geschichte
Die Gommern-Pretziener Eisenbahn, wie sie genannt wurde, erhielt 1888 die Genehmigung zum Betrieb einer Lorenbahn in der Spurweite 600 Millimetern, die von Strafgefangenen bewegt wurde.

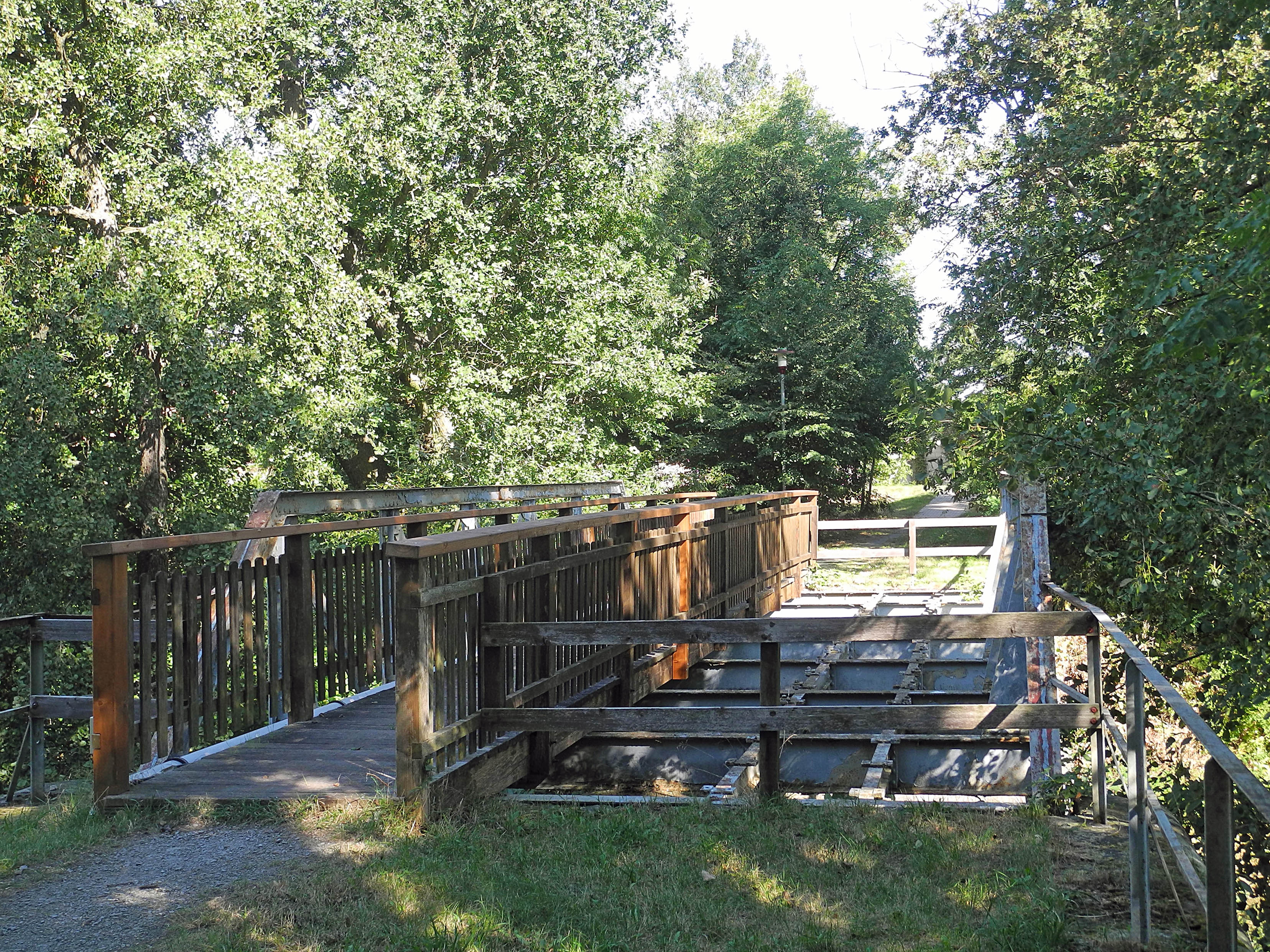
Brücke über die Alte Elbe

Nachdem die Gleise auf 750 mm Spurweite umgespurt worden waren, wurde am 5. Dezember 1890 der Dampfbetrieb auf der Strecke von den Steinbrüchen bei Gommern, Plötzky und Pretzien zur Alten Elbe am Pretziener Wehr eingeführt. Seit dem 26. Juni 1900 gab es einen 2,4 Kilometer langen Anschluss an den Staatsbahnhof Gommern.
Nachdem das Kraftwerk Pretzien die Bahn übernommen hatte, lautete die Firma ab 14. Mai 1908 Kleinbahn und Kraftwerk Pretzien GmbH. Diese erhielt am 12. Oktober 1911 die Genehmigung als nebenbahnähnliche Kleinbahn betrieben zu werden, jedoch fand danach kein öffentlicher Verkehr statt.
1914 hatte die Strecke vom Staatsbahnhof Gommern zu den Steinbrüchen sowie zur Alten Elbe am Pretziener Wehr mit Abzweigung nach dem Galgenfeld, dem Neuland und nach Dannigkow eine Gesamtlänge von 5,8 km. Die Stammstrecke war nach den Statistiken für 1928 und 1939 auf 4,2 Kilometer, davon 0,9 Kilometer zweigleisig, geschrumpft. Der Betrieb war wegen der Wirtschaftskrise stark zurückgegangen und konnte sich bis zum Ende des Zweiten Weltkriegs nicht erholen. Immerhin waren 1939 acht Dampfloks und 280 Güterwagen vorhanden.
Nach kriegsbedingter Unterbrechung kam die Bahn zur Jahreswende 1945/46  wieder in Gang. Da sie keinen öffentlichen Verkehr betrieb, musste sie 1949 nicht in die Deutsche Reichsbahn überführt werden. Am 1. Oktober 1947 gehörte sie einer Firma Kleinbahn und Kraftwerk Dümling & Ballerstedt, die seit 1949 Ballerstedt Transport KG Pretzien (Elbe) hieß. Sie beförderte mehr und mehr Kies anstelle von Sand und wurde 1972 in den volkseigenen Betrieb VEB Welsleben, ab 1. Januar 1975 den VEB Sandgruben Pretzien (Elbe) eingegliedert.
Am 31. Dezember 1977 wurde die Bahn endgültig stillgelegt und danach abgebaut.

## Fahrzeuge
| Bezeichnung      | Achsformel | Hersteller | Fabriknummer | Baujahr   | Anmerkung                                                                    |
| ---------------- | ---------- | ---------- | ------------ | --------- | ---------------------------------------------------------------------------- |
| MOLTKE           | B n2t      | Krauss     | 2193         | 1889      | letzte Kesselprüfung 1924, Fristablauf 1927, +1927?; Verbleib unbekannt      |
| BISMARCK         | B n2t      | Krauss     |              | 1889–1900 | Verbleib unbekannt                                                           |
| ROON             | B n2t      | Krauss     |              | 1889–1900 | Verbleib unbekannt                                                           |
| BLÜCHER          | B n2t      | Henschel   |              | 1902      | Typ Monta; Verbleib unbekannt                                                |
| KAISER           | B n2t      | Henschel   |              | 1912      | Typ Monta; Verbleib unbekannt                                                |
| Nr. 1            | B n2t      | Hagans     |              | 1890      | Verbleib unbekannt                                                           |
| Nr. 2            | B n2t      | Hagans     |              | 1890      | Verbleib unbekannt                                                           |
| Nr. 3            | B n2t      | Hagans     |              | 1890      | Verbleib unbekannt                                                           |
| Nr. 4            | B n2t      | O&K        |              | 1921–1925 | Verbleib unbekannt                                                           |
| Nr. 5            | B n2t      | O&K        |              | 1921–1925 | Verbleib unbekannt                                                           |
| Nr. 6            | B n2t      | O&K        |              | 1921–1925 | Verbleib unbekannt                                                           |
| Nr. 7            | B n2t      | Henschel   |              | 1925–1935 | Typ Monta; Verbleib unbekannt                                                |
| Nr. 8            | B n2t      | Henschel   |              | 1925–1935 | Typ Monta; Verbleib unbekannt                                                |
| Nr. 9            | B n2t      | Henschel   |              | 1925–1935 | Typ Monta; Verbleib unbekannt                                                |
| ohne Bezeichnung | B n2t      | LKM        |              | 1951      | Verbleib unbekannt                                                           |
| 99 4301          | C n2t      | O&K        | 9418         | 1920      | KJI Nr. 23, 1965 von der Deutschen Reichsbahn gekauft; Denkmallok Bf Gommern |

| Bezeichnung | Leistung | Achsformel | Hersteller | Fabriknummer | Baujahr | Anmerkung                                                                    |
| ----------- | -------- | ---------- | ---------- | ------------ | ------- | ---------------------------------------------------------------------------- |
| schwarz     | 75 PS    | Bo         | Diema      | 1185         | 1944    | DR Kö 6004; 1959 Umbau; 1967 von der DR gekauft; +1976 ++197x                |
| dunkelgrün  | 40 PS    | Bo         | Jung       |              | 1961    | Typ ZL 114                                                                   |
| blau        | 30 PS    | Bo         | ČKD        |              | 1961    |                                                                              |
| gelb        | 30 PS    | Bo         | Škoda      |              | 1965    |                                                                              |
| braun       | 30 PS    | Bo         | LKM        |              | 1959    | Typ Ns 2h                                                                    |
| grün        | 60 PS    | Bo         | LKM        | 249161       | 1955    | Typ Ns 3f/d; Umbau mit Führerhaus und Fabrikschild der LKM Ns 3d 249259/1959 |